# 伊庭秀賢
伊庭 秀賢（いば ひでかた、寛政12年（1800年） - 明治5年6月28日（1872年8月2日）は、江戸時代後期から幕末期にかけての武士、国学者。初名は秀形。通称は久右衛門。詞林園または水斎と号す。京都町奉行を務めた関出雲守行篤の弟にあたる。

## 略歴
江戸幕府幕臣の築山氏（一説に関氏）の三男として江戸に生まれる。伊庭家を継ぎ、徒士となる。40歳すぎに職を辞して村山素行に学ぶ。国学の弟子に鈴木重嶺、小俣景徳、三輪義方らがいる。享年73で没す。江古田の蓮華寺に葬られる。夏雲院奇誉峰容居士。

## 逸話
- 隣家の人が「親の年が42歳の時に子が2歳になると、親子のいずれかに祟りがある」という言い伝えに悩み、秀賢の家に仮に子を捨てるのでそれを拾ってくれと頼まれた。乞いのままに捨てられた子を親に渡した時に和歌を詠んでいわく「おひたたば親のめぐみをおもへかし　捨つるはすてぬ心なりせば」[2]。
- 旧幕臣の文人・中根香亭の父は秀賢の同輩で、香亭は秀賢を「平生議論が甚だ多く、且つ酒量ありし人」として記憶している。また香亭の父は「安右衛門（関行篤）は才気こそ水斎（秀賢）に及ばないがあれだけ立身した。水斎は安右衛門よりも才気優れて学問もあったのに一生沈淪した。人の才不才と運不運はおのずから別のことだ。」といつも言っていたという[3]。

## 著作
- 『霊語天格』四巻
- 『霊語指掌』
- 『武家位署式考』